# Зу-л-Кифл
Зу-л-Кифл (приблизително 1600 – 1500 пр. Хр.), (Арабски: ذو الكفل) е считан за ислямски пророк от мнозина мюсюлмани. Но има и такива, които смятат, че той просто е бил праведник, споменат в Корана. Смята се, че е живял около 75 години.
На две места в Корана, Зу-л-Кифл се споменава наред с пророците), което дава основание да се смята, че той също е пророк.